# HBC Nantes
Handball Club Nantes, förkortat HBC Nantes, är en handbollsklubb från Nantes i Frankrike, grundad 29 juni 1953. Klubbens herrlag spelar i LNH Division 1 och har Palais des sports de Beaulieu som sin hemmaarena. 

## Meriter
- Coupe de France: 2017, 2023, 2024
- Coupe de la Ligue: 2015, 2022
- EHF Champions League: 2018
- EHF-Cupen: 2013, 2016

## Spelartrupp 2022/23
| Målvakter - 01 Ivan Pešić - 16 Viktor Gísli Hallgrímsson Högersexor - 14 Pedro Portela - 19 Kauldi Odriozola Vänstersexor - 07 Valero Rivera Folch - 11 Baptiste Damatrin Mittsexor - 02 Rubén Marchán - 17 Jérémy Toto - 18 Théo Monar | Vänsternior - 03 Thibaud Briet - 08 Alexandre Cavalcanti - 09 Alexander Shkurinskiy Mittnior - 04 Aymeric Minne - 05 Lucas De La Bretèche - 10 Rok Ovniček Högernior - 06 Linus Persson - 15 Jorge Maqueda |

## Spelare i urval
- Kim Ekdahl Du Rietz (2011–2012)
- Alberto Entrerríos (2012–2016)
- Gunnar Steinn Jónsson (2012–2014)
- Dominik Klein (2016–2018)
- Kiril Lazarov (2017–2022)
- Jorge Maqueda (2012–2015)
- Valero Rivera Folch (2010–2016, 2018–)
- Gorazd Škof (2013–2016)
- Linus Persson (2021–)